# Modello di equilibrio economico generale di von Neumann
Il modello di equilibrio economico generale di von Neumann è una teoria espressa da John von Neumann, nell'inverno del 1932, durante un seminario matematico dell'università di Princeton.
La dissertazione rimase nel cassetto sino al 1937 quando su invito di Karl Menger lo scritto venne pubblicato in tedesco con il titolo: "Ueber ein Oekonomisches Gleichungssystem und eine Verallgemeinerung des Brouwerschen Fixpunktsatzes",Ergebnisse Math. Kolloquiums, n.8, 1937 ed edito dallo stesso Karl Menger. Nel 1944 il lavoro fu tradotto da G. Morton in lingua inglese e pubblicato dalla "Review of Economic Studies", n.1/1944.
La traduzione italiana della versione inglese fece la sua comparsa in "L'Industria", n.1 nel 1952 con il titolo "Un modello di equilibrio economico generale".
L'analisi condotta da von Neumann è di carattere dinamico in quanto prende in considerazione il tempo, studia le quantità prodotte e le reazioni di prezzo, infine l’analisi è di tipo multi-periodo e multisettoriale.
Nel modello di economia in espansione i fattori di produzione (input dei processi di produzione) si presentano come beni realizzati da altri processi di produzione (output dei processi di produzione). L’espansione o la contrazione dell’economia viene indicata da un coefficiente di espansione {\displaystyle \alpha } > 0 atto ad indicare la crescita o decrescita dei quantitativi dei beni prodotti in un tempo discreto {\displaystyle \Delta t}. L’aspetto finanziario del modello viene caratterizzato da un coefficiente di rendimento {\displaystyle \beta }  > 0 che indica il rendimento finanziario dell’economia pensato come rapporto tra il capitale ricevuto al termine dell’intervallo di tempo {\displaystyle \Delta t} ed il capitale investito all’inizio del periodo {\displaystyle \Delta t}.
Von Neumann dimostra che all'equilibrio, cioè in una condizione dell’economia tale da soddisfare le disequazioni vincolari da lui specificate per definire l’equilibrio, il problema di determinare {\displaystyle \alpha } e {\displaystyle \beta }  ammette una ed una sola soluzione e questa vale {\displaystyle \alpha ^{*}}={\displaystyle \beta ^{*}}; dunque all’equilibrio il coefficiente di espansione eguaglia il coefficiente di rendimento. Il costo totale sostenuto per l’investimento negli input da impiegare è cioè coperto e coincide con il tasso d’incremento dei beni domandati: questo fatto corrisponde intuitivamente alla condizione di profitto nullo, ossia i processi effettivamente operati generano un profitto pari a zero.
Il modello di von Neumann determina altresì quali prezzi dei beni si affermano e quali processi e con quale intensità operano. Se dovessero esserci processi che operano in perdita finanziaria allora il modello prevede che questi non verranno eseguiti. D’altra parte i processi in grado di crescere nel periodo {\displaystyle \Delta t} ad un tasso superiore ad {\displaystyle \alpha } produrranno un’eccedenza di tali beni rispetto al quantitativo di input domandato nel periodo successivo per uno sviluppo in equilibrio dell’economia: l’offerta in eccesso di queste merci (beni liberi) ne determina dunque un prezzo pari a zero.
Il modello afferma che non può esserci alcun coefficiente di crescita sostenibile {\displaystyle \alpha } maggiore del coefficiente di crescita d’equilibrio {\displaystyle \alpha ^{*}}. L’unicità dei due coefficienti ottimali {\displaystyle \alpha ^{*}} e {\displaystyle \beta ^{*}} può essere illustrata ragionando per assurdo: se fossero disponibili processi alternativi capaci di produrre certi beni ad un tasso di crescita {\displaystyle \alpha ^{'}>\alpha ^{*}} allora il coefficiente di crescita {\displaystyle \alpha ^{'}} non sarebbe compatibile con l’equilibrio. Gli imprenditori infatti sarebbero attrattati a passare a questi processi più efficienti che garantirebbe loro un profitto rispetto al rendimento pari al tasso di rendita vecchio {\displaystyle \beta ^{*}}(={\displaystyle \alpha ^{*}}). Il nuovo tasso di rendimento diverrebbe {\displaystyle \beta ^{'}=\alpha ^{'}} e dunque all’equilibrio la condizione di profitto nullo implicherebbe che i processi obsoleti risulterebbero operativi soltanto in perdita, contro l’ipotesi iniziale che operassero in pareggio.

## Il modello matematico di crescita economica di von Neumann
Von Neumann ipotizza che {\displaystyle n} beni {\displaystyle G_{1},...,G_{n}} vengano prodotti da {\displaystyle m}  processi produttivi (attività) {\displaystyle P_{1},...,P_{m}} caratterizzati da rendimenti di scala costanti. I processi produttivi vengono descritti matematicamente come funzioni di produzione lineari. A differenza del modello walrasiano, von Neumann non opera una distinzione tra i fattori naturali di produzione (lavoro, capitale) ed i prodotti (beni finali), bensì ipotizza che i fattori di produzione vengano trasformati in prodotti attraverso m processi di produzione (attività) così come i beni stessi prodotti possano servire da materia prima ad ulteriori processi produttivi: i processi di produzione possono cioè svolgersi in modo circolare nel senso che il bene {\displaystyle G_{j}}  è realizzato con l’intervento del bene {\displaystyle G_{k}} e {\displaystyle G_{k}}  con l’intervento di {\displaystyle G_{j}}. Il termine bene deve dunque essere pensato includere anche i servizi, i vari tipi di lavoro, etc.

### La produzione e le matrici di input e output
Ciascun processo di produzione/attività {\displaystyle i=1,...,m} viene rappresentato come una combinazione lineare di beni:
{\displaystyle P_{i}:a_{i,1}\cdot G_{1}+a_{i,2}\cdot G_{2}+,...,a_{i,n}\cdot G_{n}\to b_{i,1}\cdot G_{1}+b_{i,2}\cdot G_{2}+,...,b_{i,n}\cdot G_{n}}
dove i coefficienti {\displaystyle a_{i,j}\geq 0} indicano le unità utilizzate in un periodo di tempo {\displaystyle \Delta t} del bene {\displaystyle G_{j}} nel processo {\displaystyle P_{i}} ed i coefficienti {\displaystyle b_{i,j}\geq 0} simboleggiano le quantità prodotte del medesimo bene {\displaystyle G_{j}}  attraverso il processo i-esimo in esecuzione per il periodo {\displaystyle \Delta t}. Un tale modello costituisce l’approssimazione di un’economia da un punto di vista generale in cui lavoro e capitali (fattori di produzione) producono “beni” che a loro volta vengono consumati dai consumatori o utilizzati nei processi stessi. Al fine di essere certo che l’economia sia completamente integrata, ossia che non possa venir divisa in sotto-settori non connessi tra loro, von Neumann ipotizza che per la matrice {\displaystyle m\times n}  degli input {\displaystyle A} e per la matrice {\displaystyle m\times n}  degli output {\displaystyle B} valga la proprietà seguente:
{\displaystyle A+B>0}
La proprietà {\displaystyle a_{i,j}+b_{i,j}>0} caratterizza dunque l’assunto che in ogni processo produttivo i-esimo ciascun bene compaia sempre in una certa quantità positiva o come input (materia prima) o come output (prodotto): le attività economiche sono inter-correlate, connesse e dipendenti l’una dall’altra.

### Le intensità di impiego dei processi produttivi
Nell’economia reale i diversi {\displaystyle m} processi {\displaystyle P_{1},...,P_{m}} vengono utilizzati ad una certa intensità rappresentata da un numero reale non negativo {\displaystyle x_{i}\geq 0} per {\displaystyle i=1,...,m}, ossia sono impiegati con diverse scale di produzione. Laddove risulta {\displaystyle x_{i}=0} significa che il processo {\displaystyle P_{i}} non viene impiegato poiché economicamente non risulta vantaggioso (i.e. tecnologia inefficiente).
L’ipotesi di omogeneità nelle funzioni di produzione {\displaystyle P_{i}} permette di scrivere {\displaystyle x_{i}\cdot P_{i}:x_{i}\cdot \mathbf {a} _{j}\to x_{i}\cdot \mathbf {b} _{j}} in quanto {\displaystyle P_{i}(x_{i}\cdot \mathbf {a} _{j})=x_{i}\cdot P_{i}(\mathbf {a} _{j})=x_{i}\cdot \mathbf {b} _{j}}.
Viene dunque assunto che in tutti gli {\displaystyle m} processi i rendimenti di scala siano costanti.

### La suddivisione del tempo e i tempi di processo
Il tempo viene suddiviso in intervalli di tempo discreti {\displaystyle \Delta t=t-t_{0}} di eguale durata. In relazione al periodo di tempo richiesto dai processi von Neumann stabilisce che ciascun processo presenta una durata pari ad un’unità di tempo {\displaystyle \Delta t}; laddove un processo mostri una durata più lunga, questo verrà spezzato in sotto-processi di durata unitaria avendo cura, se necessario, di introdurre come nuovi beni i prodotti intermedi. Pertanto dall'impiego dei fattori produttivi si ottengano i prodotti dovrà trascorrere l'intero periodo {\displaystyle \Delta t}. In un'economia chiusa, in assenza cioè di una domanda finale esterna, i beni prodotti al termine del periodo {\displaystyle \Delta t} costituiscono i fattori produttivi disponibili per iniziare un nuovo ciclo produttivo nel periodo successivo. L'output dei processi di un periodo costituiscono gli input del periodo seguente.

### Il coefficiente di crescita economica
Una volta suddiviso il tempo in periodi di uguale durata {\displaystyle \Delta t} unitaria, si indichi con {\displaystyle x_{1}\equiv x_{1}(t_{0})}, ..., {\displaystyle x_{m}\equiv x_{m}(t_{0})} l’intensità con la quale operano i processi all'inizio del periodo {\displaystyle t_{0}} e con {\displaystyle x'_{1}\equiv x_{1}(t_{0}+\Delta t)}, ..., {\displaystyle x'_{m}\equiv x_{m}(t_{0}+\Delta t)} l’intensità con la quale operano i processi nel corso del periodo successivo {\displaystyle t_{0}+\Delta t}.
Von Neumann suppone che il sistema economico sia in espansione, ossia che la produzione totale del periodo corrente superi i prodotti ottenuti dai processi produttivi nel periodo precedente:
{\displaystyle \sum _{i=1}^{m}x'_{i}\cdot P_{i}\geq \sum _{i=1}^{m}x_{i}\cdot P_{i}}
In ogni periodo il quantitativo di beni realizzati è cioè superiore di {\displaystyle \alpha _{i}} volte al quantitativo realizzato nel periodo precedente:
{\displaystyle x'_{i}\cdot \mathbf {b} _{i}=\alpha _{i}\cdot x_{i}\cdot \mathbf {b} _{i}}
da cui segue che si può definire il coefficiente di crescita (o di espansione) per unità di tempo come {\displaystyle \alpha _{i}=x'_{i}/x_{i}} per ogni i.
Poiché i beni realizzati nel periodo precedente costituiscono i fattori impiegati nel periodo corrente chiaramente non risulterà possibile consumare nel periodo {\displaystyle t_{0}+\Delta t} una quantità di beni superiore a quanto ne sia stata prodotta al periodo precedente {\displaystyle t_{0}}. L’espansione potrà tecnologicamente avvenire solo se le intensità dei processi {\displaystyle x_{1},...,x_{m}}  non richiedono un impiego di quantità maggiori di materie prime/fattori di produzione superiori a quelli disponibili dal periodo precedente.
Periodo precedente {\displaystyle t_{0}}
{\displaystyle x_{i}\cdot \mathbf {a} _{i}\to x_{i}\cdot \mathbf {b} _{i}}
Periodo corrente {\displaystyle t_{0}+\Delta t}
{\displaystyle x'_{i}\cdot \mathbf {a} _{i}=\alpha _{i}\cdot x_{i}\cdot \mathbf {a} _{i}\to \alpha _{i}\cdot x_{i}\cdot \mathbf {b} _{i}=x'_{i}\cdot \mathbf {b} _{i}}
Affinché l’economia possa crescere dovrà quindi essere soddisfatta la condizione seguente:
{\displaystyle \sum _{i=1}^{m}x'_{i}\cdot a_{i,j}\leq \sum _{i=1}^{m}x_{i}\cdot b_{i,j}} ossia {\displaystyle \sum _{i=1}^{m}\alpha _{i}\cdot x_{i}\cdot a_{i,j}\leq \sum _{i=1}^{m}x_{i}\cdot b_{i,j}} per ogni {\displaystyle j=1,\dots ,n}.
Von Neumann limita l'analisi a quelle soluzioni particolari per le quali l'intera economia si espande senza cambiare struttura (crescita bilanciata), vale a dire, l'assortimento dei beni prodotti (mix produttivo) rimane inalterato nel tempo. Indicato con {\displaystyle E} la produzione totale del periodo precedente
{\displaystyle E=\sum _{i=1}^{m}x_{i}\cdot P_{i}}
e con {\displaystyle E'} la produzione totale del periodo corrente,
{\displaystyle E'=\sum _{i=1}^{m}x'_{i}\cdot P_{i}}
si introduce il coefficiente di crescita come lo scalare {\displaystyle \alpha }  tale che {\displaystyle \mathbf {x} '=\alpha \mathbf {x} }
ovvero in termini di produzione totale come:
{\displaystyle \alpha :={E' \over E}={{\sum _{i=1}^{m}x'_{i}\cdot P_{i}} \over {\sum _{i=1}^{m}x_{i}\cdot P_{i}}}}
Il termine crescita bilanciata indica un’economia che cambia scala di produzione, ma non la propria composizione: le reciproche proporzioni con le quali i beni vengono prodotti rimangono costanti. È immediato constatare che porre {\displaystyle E'=\alpha E} è equivalente ad affermare che l’assortimento dei beni, il mix produttivo, rimanga uguale in {\displaystyle \Delta t} laddove il termine assortimento è da intendersi come una proporzione fissata di un certo tipo di beni prodotti rispetto alla produzione totale.
Ad esempio all’inizio del periodo {\displaystyle \Delta t} la proporzione del generico bene j risulta essere
{\displaystyle k_{j}={E_{j} \over E}}
dove {\displaystyle E_{j}=\sum _{i=1}^{m}x_{i}\cdot b_{ij}} rappresenta la quantità totale prodotta del bene j, mentre la produzione totale è {\displaystyle E=\sum _{j=1}^{n}\sum _{i=1}^{m}x_{i}\cdot b_{ij}}.
Al termine del periodo {\displaystyle \Delta t} l’assortimento risulterà:
{\displaystyle k'_{j}={E'_{j} \over E'}} per ogni {\displaystyle j=1,\cdots ,n}
A questo punto è sufficiente osservare che una volta posto {\displaystyle \mathbf {x} '=\alpha \mathbf {x} }, si deduce immediatamente che
{\displaystyle k'_{j}=k_{j}} per tutti {\displaystyle j=1,\cdots ,n} in quanto
{\displaystyle k'_{j}={{\sum _{i=1}^{m}x'_{i}\cdot b_{ij}} \over {\sum _{j=1}^{n}\sum _{i=1}^{m}x'_{i}\cdot b_{ij}}}={{\sum _{i=1}^{m}\alpha x_{i}\cdot b_{ij}} \over {\sum _{j=1}^{n}\sum _{i=1}^{m}\alpha x_{i}\cdot b_{ij}}}={{\alpha \sum _{i=1}^{m}x_{i}\cdot b_{ij}} \over {\alpha \sum _{j=1}^{n}\sum _{i=1}^{m}x_{i}\cdot b_{ij}}}=k_{j}}.
Von Neumann introduce quindi un tasso di espansione comune a tutte le intensità dei processi {\displaystyle \alpha =\alpha _{1}=...=\alpha _{m}}.
La condizione {\displaystyle \sum _{i=1}^{m}\alpha _{i}\cdot x_{i}\cdot a_{i,j}\leq \sum _{i=1}^{m}x_{i}\cdot b_{i,j}} su tutte le merci {\displaystyle j=1,\dots ,n} può quindi essere sostituita dalla disequazione matriciale (rule of free good)
{\displaystyle \alpha \cdot \mathbf {x} \cdot A\leq \mathbf {x} \cdot B}
dove {\displaystyle \alpha } rappresenta il fattore di crescita comune a tutti i processi. La disequazione matriciale sintetizza la condizione che l’offerta di oggi {\displaystyle \mathbf {x} \cdot B} non può essere inferiore alla domanda di domani {\displaystyle \alpha \cdot \mathbf {x} \cdot A}.
Il vincolo tecnologico sulla domanda e sull’offerta caratterizza implicitamente un’economia chiusa rappresentata da un sistema economico in cui la produzione soddisfa unicamente la domanda interna senza che possano effettuarsi scambi commerciali da o verso l’esterno del sistema. Tutti i beni consumati nel sistema devono cioè essere prodotti precedentemente dal sistema stesso. Quanto descritto delinea gli aspetti tecnologici del modello, nel seguito l’attenzione verrà rivolta ai suoi aspetti più prettamente finanziari.

### Il rendimento economico dei processi produttivi
Von Neumann indica con {\displaystyle y_{1},...,y_{n}} i prezzi degli {\displaystyle n} beni {\displaystyle G_{1},...,G_{n}}. Laddove risulti un prezzo nullo {\displaystyle y_{j}=0} significa che il bene j-esimo è un bene libero in quanto il quantitativo offerto è superiore a quello domandato.
Il rendimento economico {\displaystyle \beta _{i}} (return) di un generico processo {\displaystyle P_{i}}  di durata {\displaystyle \Delta t} è definito come il rapporto tra il capitale ricevuto {\displaystyle C_{i}(t_{0}+\Delta t)} al termine del periodo stesso ed il capitale investito {\displaystyle C_{i}(t_{0})} all’inizio del periodo
{\displaystyle \beta _{i}=C_{i}(t_{0}+\Delta t)/C_{i}(t_{0})=C_{i,ricevuto}/C_{i,investito}}
Il tasso di rendimento (rate of return) per ogni unità monetaria investita nel processo {\displaystyle P_{i}} nell’unità di tempo {\displaystyle \Delta t} è definito come
{\displaystyle r_{i}=(C_{i,ricevuto}-C_{i,investito})/C_{i,investito}}
Combinando le due formule si può introdurre il rendimento nell’unità di tempo {\displaystyle \Delta t} per il processo {\displaystyle P_{i}}  come:
{\displaystyle \beta _{i}=1+r_{i}}
La redditività {\displaystyle \beta } del capitale investito è definita indipendentemente dalla tipologia delle fonti di finanziamento ed il tasso {\displaystyle r}  indica il ricavo (remunerazione sia del capitale proprio che di terzi) per ogni euro investito nel processo {\displaystyle P_{i}}.
Il capitale finale del processo {\displaystyle P_{i}} che opera ad un’intensità {\displaystyle x_{i}=1}  viene espresso come somma dei ricavi derivanti dalla vendita degli {\displaystyle n}  beni {\displaystyle b_{i,1},...,b_{i,n}} prodotti dal processo {\displaystyle P_{i}}
{\displaystyle C_{i}(t_{0}+\Delta t)\equiv C_{i,ricevuto}=\sum _{j=1}^{n}y_{j}\cdot b_{j,i}}
Il capitale iniziale richiesto dal processo {\displaystyle P_{i}} che opera ad un’intensità {\displaystyle x_{i}=1} è espresso come somma dei costi derivanti dall’acquisto degli {\displaystyle n}  beni (impianti, macchine, materie prime, salari, etc.) {\displaystyle a_{i,1},...,a_{i,n}} funzionali al processo {\displaystyle P_{i}}
{\displaystyle C_{i}(t_{0})\equiv C_{i,investito}=\sum _{j=1}^{n}y_{j}\cdot a_{j,i}}
Von Neumann era interessato a descrivere lo stato di un sistema economico all’equilibrio, un sistema cioè in cui né i prezzi né i tassi di rendimento potessero variare. Impose dunque la disequazione seguente per rappresentare il vincolo sul bilancio degli extra-profitti
{\displaystyle \sum _{j=1}^{n}y_{j}\cdot b_{j,i}\leq \beta \cdot \sum _{j=1}^{n}y_{j}\cdot a_{j,i}} per ogni processo {\displaystyle i=1,...,m}
o in forma matriciale (rule of profitability)
{\displaystyle \mathbf {y} \cdot B^{t}\leq \beta \cdot \mathbf {y} \cdot A^{t}}
Il vincolo impone che non si possano realizzare extra-profitti: l’esborso di moneta (capitale) per l’acquisto dei fattori di produzione per un dato processo più il costo per interessi su tale importo per la durata del periodo {\displaystyle \Delta t} deve essere non inferiore al valore della produzione ottenuta dal processo stesso.
In particolare se il capitale investito {\displaystyle C_{i,investito}} fosse interamente preso a prestito, {\displaystyle r=1-\beta }
costituirebbe il tasso di interesse che dovrebbe essere pagato ai creditori al termine del periodo {\displaystyle \Delta t}: 
il vincolo di bilancio impone che il tasso di interesse {\displaystyle r}  sia non inferiore agli utili (i.e. ricavi meno costi) conseguibili altrimenti la domanda per il finanziamento di capitale crescerebbe e come conseguenza anche il tasso di interesse crescerebbe costituendo così una situazione di non equilibrio. Se infatti esistessero processi che all’equilibrio garantirebbero un’extra-profitto pari a {\displaystyle \sum _{j=1}^{n}y_{j}\cdot b_{j,i}-\beta \cdot \sum _{j=1}^{n}y_{j}\cdot a_{j,i}}
significherebbe che questi processi diverrebbero attrattivi per gli investitori in quanto remunerebbero il capitale investito con un tasso di rendimento {\displaystyle r}  più elevato di quanto gli altri processi riuscirebbero a fare. Come conseguenza un tasso di interesse superiore a {\displaystyle r}  può sempre essere richiesto a chi fosse interessato ad indebitarsi per investire nel processo i-esimo o a chi investisse del proprio capitale nel processo stesso acquistando le azioni societarie il cui valore aumenterebbe; {\displaystyle r}  e dunque {\displaystyle \beta }   crescerebbero e ciò rappresenterebbe uno stato di non equilibrio.
Il vincolo caratterizza l’equilibrio di un'economia di tipo concorrenziale o competitiva: è di tipo concorrenziale perché il prezzo {\displaystyle y_{j}} non è fissato a priori dai produttori, ma deriva dalle contrattazioni che si realizzano nel mercato. La concorrenza fa in modo che il prezzo {\displaystyle y}  di un bene producibile con diversi processi differenti {\displaystyle P_{i}}  si adegui al prezzo del processo economicamente più conveniente.
Le forze competitive tra le attività concorrenti tenderanno a rendere il coefficiente di rendimento {\displaystyle \beta }  minimo, mentre gli imprenditori cercheranno di massimizzare le vendite, ossia di massimizzare {\displaystyle \alpha }. Von Neumann dimostra che è possibile un'economia che si espande uniformemente e che necessariamente il coefficiente di espansione eguaglia il coefficiente di rendimento economico.

### La normalizzazione delle variabili
Considerati il vettore dei prezzi {\displaystyle {\mathbf {p} }=(p_{1},\ldots ,p_{n})} e delle intensità {\displaystyle {\mathbf {q} }=(q_{1},\ldots ,q_{m})} ponendo
{\displaystyle y_{j}=p_{j}/\sum _{j=1}^{n}p_{j}=1} per tutti {\displaystyle j=1,...,n}
{\displaystyle x_{i}=q_{i}/\sum _{i=1}^{m}q_{i}=1} per tutti {\displaystyle i=1,...,m}
si ottengono il vettore dei prezzi normalizzato {\displaystyle {\mathbf {y} }=(y_{1},\ldots ,y_{n})} ed il vettore delle intensità normalizzato {\displaystyle {\mathbf {x} }=(x_{1},\ldots ,x_{m})} ossia per essi vale la relazione:
{\displaystyle \sum _{j=1}^{n}y_{j}=1}
{\displaystyle \sum _{i=1}^{m}x_{i}=1}
Una volta risolto il problema della crescita economica in {\displaystyle {\mathbf {y} }} ed in {\displaystyle {\mathbf {x} }}, dai valori così determinati si potrà dedurre il valore "reale" dei prezzi {\displaystyle (p_{1},\ldots ,p_{n})} e delle intensità {\displaystyle (q_{1},\ldots ,q_{m})}.
I vettori delle intensità e dei prezzi normalizzati possono essere interpretati come le strategie miste di 2 giocatori antagonisti di un gioco a somma zero.

### Il livello di esecuzione dei processi: l'intensità
Assunta come ipotesi la divisibilità dei processi, l'output del processo generico {\displaystyle i} può essere reso piccolo a piacere agendo sulla riduzione degli input mediante
la moltiplicazione per uno scalare {\displaystyle q_{i}\in \mathbb {R} ^{+}}. Si dice che il processo i-esimo opera con intensità {\displaystyle q_{i}} se i suoi input ed output sono
dati dai numeri {\displaystyle q_{i}\cdot a_{i,1}+q_{i}\cdot a_{i,2}+\cdots ,q_{i}\cdot a_{i,n}} e {\displaystyle q_{i}\cdot b_{i,1}+q_{i}\cdot b_{i,2}+\cdots ,q_{i}\cdot b_{i,n}}
dove {\displaystyle a_{i,j}} è il quantitativo del bene j-esimo impiegato nel processo i-esimo che opera al livello di impiego unitario {\displaystyle q_{i}=1}
{\displaystyle q_{i}:={P_{i}(q_{i}\cdot \mathbf {a} ) \over P_{i}(\mathbf {a} )}\geq 0} per ciascun {\displaystyle i=1,2,\cdots ,m}.
Il quantitativo complessivo di beni prodotti da un sistema economico costituito da {\displaystyle m} processi che operano ad un livello di esecuzione {\displaystyle q_{1},\cdots ,q_{m}} è data da:
{\displaystyle Q=\sum _{i=1}^{m}q_{i}\cdot P_{i}(\mathbf {a} )} dove {\displaystyle q_{i}\geq 0}.
Indicato con
{\displaystyle x_{i}:={q_{i} \over \sum _{i=1}^{m}q_{i}}}
la produzione totale può essere espressa come una combinazione convessa
{\displaystyle E={Q \over \sum _{i=1}^{m}q_{i}}=\sum _{i=1}^{m}x_{i}\cdot P_{i}(\mathbf {a} )} dove {\displaystyle \sum _{i=1}^{m}x_{i}=1}
I coefficienti {\displaystyle x_{1},\cdots ,x_{m}} costituiscono le intensità normalizzate.
Scegliendo arbitrariamente un processo k-esimo quale processo di riferimento, le intensità di tutti gli altri processi potranno essere espresse in riferimento a tale
processo campione. Sia l'intensità del processo di riferimento dunque {\displaystyle q_{k}=\lambda \geq 0}:
da {\displaystyle x_{k}={q_{k} \over \sum _{i=1}^{m}q_{i}}} si ricava {\displaystyle \sum _{i=1}^{m}q_{i}={\lambda  \over x_{k}}} relazione che permette di conoscere le restanti
{\displaystyle m-1} intensità relative:
{\displaystyle q_{i}={\lambda x_{i} \over x_{k}}} per {\displaystyle i=1,2,\cdots ,m}

### Numerario
Com'è noto, il prezzo di un bene rappresenta un rapporto di scambio tra beni; si scelga a piacere un bene e lo si assuma come unità di misura del valore di tutti gli altri beni.
Il prezzo {\displaystyle p_{j}} del bene {\displaystyle j} rappresenta la quantità del bene {\displaystyle j} che si scambia con una unità del bene numerario: allo scambio due beni
risultano equivalenti se e solo se:
{\displaystyle p_{j}\cdot q_{j}=p_{i}\cdot q_{i}}.
Si introduce il numerario ponendo uguale ad 1 il suo prezzo: sia k il bene numerario, {\displaystyle p_{k}=1} dove {\displaystyle 1\leq k\leq n},
da {\displaystyle y_{k}={p_{k} \over \sum _{j=1}^{n}p_{j}}} si ricava {\displaystyle \sum _{j=1}^{n}p_{j}={1 \over y_{k}}}, pertanto gli {\displaystyle n-1} prezzi relativi si deducono dalle relazioni:
{\displaystyle \left\{{\begin{array}{l}y_{1}={p_{1} \over \sum _{j=1}^{n}p_{j}}=y_{k}\cdot p_{1}\Rightarrow p_{1}={y_{1} \over y_{k}}\\y_{2}={p_{2} \over \sum _{j=1}^{n}p_{j}}=y_{k}\cdot p_{2}\Rightarrow p_{2}={y_{2} \over y_{k}}\\\vdots \\y_{n}={p_{n} \over \sum _{j=1}^{n}p_{j}}=y_{k}\cdot p_{n}\Rightarrow p_{n}={y_{n} \over y_{k}}\\\end{array}}\right.}
In conclusione, una volta introdotto al posto della moneta un bene numerario come unità di conto, risulta possibile determinare il prezzo relativo (valore di scambio)
{\displaystyle p_{1},\cdots ,p_{n}} degli {\displaystyle n} beni sulla base dei prezzi ombra (prezzi contabili) {\displaystyle y_{1},\cdots ,y_{n}} individuati come soluzione del modello.

### Il modello matematico
Von Neumann si propose di determinare
• quali processi verranno impiegati e con quali intensità {\displaystyle x_{1},...,x_{m}};
• quale sarà la massima velocità relativa {\displaystyle \alpha } con la quale aumenta la quantità totale dei beni prodotti;
• quali prezzi {\displaystyle y_{1},...,y_{m}} si affermeranno;
• quale sarà il minimo coefficiente di rendimento {\displaystyle \beta } degli investimenti che ne deriva;
e dimostrò il seguente risultato: esiste un coefficiente di crescita {\displaystyle \alpha ^{*}} ottimale ed un coefficiente di rendimento economico {\displaystyle \beta ^{*}} ottimale tali che {\displaystyle \alpha ^{*}=\beta ^{*}}.
Formulazione di von Neumann
{\displaystyle \left\{{\begin{array}{l}\alpha \mathbf {x} \cdot A\leq \mathbf {x} \cdot B\\(\mathbf {x} \cdot B-\alpha \mathbf {x} \cdot A)\cdot \mathbf {y^{t}} =0\\\beta \mathbf {y} \cdot A^{t}\geq \mathbf {y} \cdot B^{t}\\\mathbf {x} \cdot (B\cdot \mathbf {y^{t}} -\beta A\cdot \mathbf {y^{t}} )=0\\\mathbf {x} \cdot B\cdot \mathbf {y^{t}} >0\\\mathbf {x} \cdot \mathbf {1^{t}} =1\\\mathbf {y} \cdot \mathbf {1^{t}} =1\\\end{array}}\right.}
Il modello è valido non solo per descrivere economie in crescita ({\displaystyle \alpha >1}), ma anche per economie stagnanti ({\displaystyle \alpha =1}) o in recessione ({\displaystyle \alpha <1}).
Formulazione di David Gale
Il problema della crescita produttiva consiste nel determinare le intensità {\displaystyle x_{1},...,x_{m}} ed {\displaystyle \alpha } tali che
{\displaystyle max\alpha }
soddisfino i vincoli
{\displaystyle \left\{{\begin{array}{l}\alpha \cdot \mathbf {x} \cdot A\leq \mathbf {x} \cdot B\\\sum _{i=1}^{m}x_{i}=1\\\alpha \geq 0\\x_{i}\geq 0\forall \ i\\\end{array}}\right.}
• Se per un bene {\displaystyle j}  accade che l’offerta sia superiore alla domanda {\displaystyle \sum _{i=1}^{m}x_{i}\cdot b_{i,j}>\alpha \cdot \sum _{i=1}^{m}x_{i}\cdot a_{i,j}} allora {\displaystyle y_{j}=0}, il bene diviene libero cioè gratuito.
Il problema della crescita finanziaria consiste nel determinare i prezzi {\displaystyle y_{1},...,y_{n}} e {\displaystyle \beta } tali che
{\displaystyle min\beta }
soddisfino i vincoli
{\displaystyle \left\{{\begin{array}{l}\beta \cdot \mathbf {y} \cdot A^{t}\geq \mathbf {y} \cdot B^{t}\\\sum _{j=1}^{n}y_{j}=1\\\beta \geq 0\\y_{j}\geq 0\forall \ j\\\end{array}}\right.}
• Se un processo {\displaystyle i} opera in perdita {\displaystyle \sum _{j=1}^{n}y_{j}\cdot b_{j,i}<\beta \cdot \sum _{j=1}^{n}y_{j}\cdot a_{j,i}} allora {\displaystyle x_{i}=0}, il processo cioè non viene attivato perché economicamente risulta non vantaggioso.
Si può osservare che il problema della crescita produttiva e quella finanziaria siano l’uno il duale dell’altro, in particolare le variabili {\displaystyle x_{1},...,x_{m}} e {\displaystyle y_{1},...,y_{n}} giocano il ruolo di moltiplicatori di Lagrange ed assumono valore nullo laddove il relativo vincolo risulti non attivo.

## Il modello interpretato come gioco antagonista tra due persone fittizie
Il mercato viene attraversato da due tensioni parallele ed opposte: la tensione ad espandere la produzione e la tensione nel ricorrere ai beni che presentano i prezzi più bassi.
L'azione dell’imprenditore è così "imprigionata" tra queste due correnti che possono essere rappresentate come un gioco decisionale a somma nulla: da una parte l’imprenditore massimizza i ricavi agendo sui quantitativi prodotti e cercherà pertanto di massimizzare {\displaystyle \alpha } nel limite della domanda di mercato. Dalla parte opposta l’imprenditore si trova ad operare in uno scenario in cui più processi alternativi competono; egli cercherà pertanto di minimizzare i prezzi di vendita dei prodotti offerti: la competizione lo conduce dunque a minimizzare {\displaystyle \beta } nel limite del pareggio dei costi di produzione. La massimizzazione di {\displaystyle \alpha } si traduce per l'imprenditore nel puntare su processi ad efficienza maggiore poiché ciò che costa troppo cessa di essere prodotto. La tipica misura di efficienza si presenta nella forma di un rapporto del tipo output/input: un processo è più efficiente di un altro se produce maggior output con la stessa quantità di input oppure impiega minor input per produrre la stessa quantità di output. La minimizzazione di {\displaystyle \beta } ha l’effetto di ridurre i costi di acquisto degli input grazie al ricorso sul mercato al processo (fornitore) più economicamente vantaggioso e riuscendo ad offrire i beni a prezzi di vendita il più bassi possibile. L'aspirazione al maggior profitto dell’imprenditore non si traduce in prezzi di vendita più alti, ma si realizza nell'offrire beni al prezzo più basso possibile rispetto agli altri beni concorrenti e dunque acquisendo quote di mercato.
L’equilibrio economico è la risultante simultanea della minimizzazione di {\displaystyle \beta } e della massimizzazione di {\displaystyle \alpha } ed è il riflesso delle dinamiche presenti in un mercato in competizione.
Il modello di equilibrio economico non ha un'immediata relazione con i giochi strategici, ma come Von Nuemann ha evidenziato, può essere ridotto ad un gioco fittizio a somma zero tra due persone esteso a strategie miste. Le strategie miste rappresentano i valori delle intensità d'impiego adottate per i processi e i prezzi applicati ai beni.
La matrice {\displaystyle mxn} dei pagamenti è {\displaystyle M_{\alpha }:=B-\alpha \cdot A} con {\displaystyle \alpha \geq 0}. Il giocatore sulle righe ricopre il ruolo di giocatore massimizzante: cerca di massimizzare il pagamento ricevuto dal giocatore avversario scegliendo il vettore delle intensità {\displaystyle \mathbf {x} } più opportuno; il giocatore sulle colonne, ruolo minimizzante, desidera invece minimizzare il pagamento dovuto all’avversario scegliendo il vettore dei prezzi {\displaystyle \mathbf {y} } più appropriato. Naturalmente, essendo il gioco a somma zero si ha
{\displaystyle M_{\alpha }+M_{\alpha }^{'}=0}
e nel discorso si possono scambiare i ruoli dei due giocatori adottando come matrice dei pagamenti di riferimento la matrice {\displaystyle M_{\alpha }^{'}:=\alpha \cdot A-B}. Scelto il giocatore 1 con il ruolo di giocatore massimizzante ed in riferimento a {\displaystyle M_{\alpha }} la funzione dei pagamenti si scrive
{\displaystyle f_{\alpha }(\mathbf {x} ,\mathbf {y} )=\sum _{i=1}^{m}\sum _{j=1}^{n}(b_{ij}-\alpha a_{ij})x_{i}y_{j}}
Tale funzione indica il risultato del gioco per il giocatore 1 in corrispondenza della sua scelta {\displaystyle \mathbf {x} } e della decisione {\displaystyle \mathbf {y} } effettuata dall'avversario. Per il teorema del minimax, all'equilibrio il valore {\displaystyle v^{\ast }} di un gioco a somma zero tra due giocatori esteso a strategie miste risulta essere dato da
{\displaystyle \min _{\mathbf {x} }\max _{\mathbf {y} }f_{\alpha }(\mathbf {x} ,\mathbf {y} )=v^{\ast }=\max _{\mathbf {y} }\min _{\mathbf {x} }f_{\alpha }(\mathbf {x} ,\mathbf {y} )}
Il valore del gioco {\displaystyle v^{\ast }} dipenderà dai valori assunti da {\displaystyle \alpha }. Poiché tutte le decisioni ottimali {\displaystyle (\mathbf {x} ^{\ast },\mathbf {y} ^{\ast })} sono equivalenti nel senso che forniscono sempre il medesimo risultato {\displaystyle v^{\ast }} (noto teorema di teoria dei giochi), si deduce che il coefficiente {\displaystyle \alpha } deve necessariamente essere il medesimo per tutti i punti di equilibrio. Per determinare questo valore unico di {\displaystyle \alpha ^{\ast }}, si osserva che la condizione nel modello di von Neumann {\displaystyle \mathbf {x^{\ast }} \cdot (B-\alpha ^{\ast }\cdot A)\cdot \mathbf {y^{\ast t}} =0} caratterizza il gioco con matrice {\displaystyle M_{\alpha }} come un gioco equo, nessun giocatore all'equilibrio consegue né una perdita né una vincita, {\displaystyle v^{\ast }=0}.
A questo punto, il tasso di crescita {\displaystyle \alpha ^{\ast }} soluzione del gioco potrà essere determinato in modo tale da avere {\displaystyle v^{\ast }=0}, ovvero risolvendo l'equazione
{\displaystyle \sum _{i=1}^{m}\sum _{j=1}^{n}(b_{ij}-\alpha ^{\ast }a_{ij})x_{i}^{\ast }y_{j}^{\ast }=0}

## Il contesto e l'eredità storica
Lo scritto di von Neumann circolò circa due anni prima che Abraham Wald pubblicasse nel 1935 una serie di ipotesi al sistema modificato di equazioni di equilibrio generale di Léon Walras e riuscisse a dimostrare l’esistenza ed unicità della soluzione di un siffatto sistema. Il periodo storico in cui gli economisti semplicemente formulavano equazioni senza alcun riguardo né per l’esistenza né per l’unicità delle loro soluzioni era così giunto a termine. All’epoca gli economisti al più si accertavano che il numero di equazioni ed il numero delle incognite da determinare fosse lo stesso. Il fatto che il numero di condizioni sia uguale al numero delle incognite non costituisce una garanzia che il sistema possa essere risolto scriveva von Neumann nel suo lavoro e precisava che il sistema non può essere dimostrato da alcun ragionamento qualitativo. La dimostrazione matematica è possibile solo mediante una generalizzazione del teorema del punto fisso di Brouwer. Von Neumann fu dunque il primo ad applicare il teorema del punto fisso di Brouwer all’analisi dello sviluppo economico nei termini di equilibrio generale; non solo, il matematico ungherese descrisse formalmente il modello di un’economia in espansione come un problema di programmazione matematica (in gergo analisi delle attività o activity analysis) ed adottò esplicitamente un approccio duale nella sua formulazione. Nel modello di von Neumann si può riscontrare infatti la dualità (simmetria) tra le variabili monetarie (prezzi {\displaystyle y}, coefficiente monetario di interesse {\displaystyle \beta }) e le variabili tecniche (intensità della produzione {\displaystyle x}, coefficiente di espansione dell’economia {\displaystyle \alpha }).
Sia il lavoro di J. von Neumann che di A. Wald vennero recepiti ed applicati da due economisti matematici Kenneth J. Arrow e Gérard Debreu per riformulare con più precisione la teoria dell’equilibrio economico generale di L. Walras. La dimostrazione analitica di Debreu ed Arrow con la quale riuscirono a dare una risposta positiva alla congettura della mano invisibile di Adam Smith valse loro il premio Nobel per l’economica del 1983.

## Generalizzazioni del modello originale di v. Neumann
Le ipotesi alla base del modello dinamico di von Neumann sono le seguenti:
1.	rendimenti di scala costanti,
2.	fattori produttivi primari (risorse naturali e lavoro) illimitati: la forza lavoro può crescere indefinitamente,
3.	i salari della forza lavoro vengono mantenuti al livello di sussistenza e pertanto ai lavoratori è precluso il risparmio,
4.	tutti i profitti degli imprenditori si accumulano, ossia vengono automaticamente reinvestiti nelle attività produttive sicché ai capitalisti è precluso il consumo,
5.	in ogni processo produttivo i-esimo ciascun bene compare sempre in una certa quantità positiva o come input o come output, {\displaystyle a_{i,j}+b_{i,j}>0}.
Il modello di crescita economica proposto da von Neumann determina il massimo tasso di crescita possibile al quale un sistema economico può svilupparsi allorquando il sistema è vincolato esclusivamente da assegnate tecnologie dei sistemi produttivi. Le risorse naturali e la forza lavoro vengono ipotizzate essere disponibili in quantità illimitate e ciò consente al sistema un’espansione continua senza fine. Le risorse infatti si riproducono all’interno del sistema, mentre le tecnologie industriali non mutano nel tempo.
Il modello economico di von Neumann nel tempo è stato oggetto di varie generalizzazioni ed estensioni.
Tra tutte le ipotesi riesaminate, figura per prima l'ipotesi 5., criticata dagli economisti per la sua scarsa attinenza con il mondo reale. Qualora nelle applicazioni reali ci si trovasse davanti a qualche {\displaystyle a_{i,j}} o {\displaystyle b_{i,j}} nullo, Von Neumann aveva suggerito di rendere {\displaystyle a_{i,j}} e {\displaystyle b_{i,j}} piccoli al fine di salvare l'ipotesi 5..
Nell’articolo A generalization of the von Neumann model of an expanding economy pubblicato su Econometrica nel 1956, John G. Kemeny, Oskar Morgenstern e Gerald L. Thompson rigettarono l’ipotesi 5. e conclusero che l'unicità di {\displaystyle \alpha ^{*}} e {\displaystyle \beta ^{*}} non poteva più essere garantita, sebbene i coefficienti {\displaystyle \alpha } e {\displaystyle \beta } a priori possibili rimanessero in un numero finito. I tre economisti introdussero poi il concetto di aggregazione di processi e di beni e riuscirono ad ottenere matrici degli input e output aggregate soddisfacenti all’ipotesi 5.: come conseguenza di un contesto altamente aggregato la condizione 5. appariva dunque essere naturale e ragionevole.
L'economista Michio Morishima in Economic expansion and the interest rate in generalized v. Neumann model del 1960 ha allentato le ipotesi 2., 3. e 4.: nella sua analisi include una disponibilità finita della forza lavoro, le condizioni per la sua riproducibilità, nonché livelli di domanda determinati dall’orientamento dei consumatori. La popolazione non cresce più senza limiti, ma ad un tasso finito (legge malthusiana), la domanda dei beni di consumo da parte dei lavoratori non dipende solo dal salario, ma anche dai prezzi dei beni, gli imprenditori indirizzano una quota costante dei loro profitti verso beni di consumo. Il livello della domanda dei beni di consumo da parte di lavoratori e imprenditori si basa sul cambiamento dei loro gusti davanti a variazioni di prezzo: ad esempio la domanda si indirizza verso beni succedanei. Morishima conclude nel suo lavoro che, all'equilibrio, il coefficiente di espansione eguaglia il coefficiente di interesse moltiplicato per la propensione al risparmio degli imprenditori {\displaystyle S_{c}} (i.e. propensione ad accumulare e reinvestire il profitto)
{\displaystyle \alpha =\beta \cdot S_{c}}
per qualsiasi tasso reale dei salari scelti. Se il tasso reale dei salari viene scelto in modo che la domanda di forza lavoro eguagli la sua offerta, fatta salva l’ipotesi che non intervengano progressi tecnologici capaci di ridurre la domanda di forza lavoro, Morishima deduce che il logaritmo naturale del tasso di crescita dell'economia eguaglia il fattore naturale di crescita {\displaystyle r} della popolazione:
{\displaystyle ln(\alpha -1)=r} ossia {\displaystyle \alpha =e^{r}+1}
Il risultato esprime il fatto che se la popolazione dei lavoratori cresce ad un tasso {\displaystyle r} molto elevato, allora il sistema economico non è in grado di fornire a tutti i lavoratori l’opportunità di lavorare da cui segue l'abbassamento del livello dei salari.

## L'applicazione del modello di v. Neumann nelle economie pianificate: il caso sovietico
Lo sviluppo di innovativi metodi matematici nelle scienze economiche russe venne imbrigliato ed ostacolato durante tutto il periodo in cui Stalin governò l’Unione Sovietica. Nei politici e di conseguenza negli economisti sovietici era radicato il pregiudizio che l'introduzione di concetti borghesi quali l’utilità marginale sostenuta dalla scuola austriaca o l’approccio econometrico della scuola anglo-americana avrebbero distorto la teoria del lavoro di Marx allontanando così l’ideologia marxista-leninista dalle analisi socio-economiche qualitative. Il risultato fu il ripudio dell'uso di metodi matematici nelle scienze economiche sino alla morte di Stalin. (The use of Mathematics in Economics, pag.1,2). La pianificazione dell’economia sovietica da un primo periodo per così dire sperimentale degli anni venti, passò attraverso un secondo periodo caratterizzato dall’analisi input-output alla Leontief, approdò poi ad una terza fase caratterizzata dalla diffusione delle tecniche di programmazione matematica e dallo sviluppo di modelli economici, si ricordano Leonid V. Kantorovich, Viktor V. Novozhilov, Vasily S. Nemchinov (The use of Mathematics in Economics, pag.x).
Fu nei primi anni sessanta del XX secolo che Kantorovich assieme a Valeri L. Makarov (Growth Models and their Application to Long-term Planning and Forcasting, 1965) adottarono lo schema di crescita di v. Neumann suggerendone l’applicazione nel calcolo della pianificazione a lungo termine ed indicandolo tra i modi e mezzi di utilizzo per il lavoro effettivo del Gosplan. Già nel 1943 Kantorovich aveva intuito che l’elaborazione del piano economico nazionale di breve periodo poteva essere espresso nei termini di un poderoso problema di programmazione lineare nel quale i moltiplicatori di Lagrange (i c.d.  moltiplicatori risolventi di Kantorovich) costituivano il sistema ottimale dei prezzi. L'esistenza di un sistema di prezzi ombra avrebbe garantito il massimo output di beni soggetti a disponibilità limitata. I prezzi ombra potevano dunque ricoprire il ruolo di faro per le unità economiche le quali divenivano così capaci di autoregolarsi all’interno di un meccanismo pianificato (pag.xii Essays in Optimal Planning). Successivamente, Kantorovich adattò il suo modello di breve termine ai requisiti analitici e pratici di una pianificazione a lungo termine ove i prezzi non costituivano più l'elemento statico per effettuare valutazioni di opportunità, ma erano le scelte strategiche stesse a determinare il corso di uno sviluppo economico strettamente legato al tasso di investimento. Kantorovich in A Dynamic Model of Optimum Planning del 1964 e nel 1965 con Makarov in Optimal Models of Long-term sviluppò un modello di ottimizzazione multi-periodo del piano economico sovietico nel quale il modello di breve periodo costituiva la sezione trasversale del singolo periodo.
Nel modello dinamico, ciascuna variabile considerata nei diversi periodi di tempo veniva trattata come una variabile distinta, ad esempio tutti i prezzi ombra {\displaystyle y_{j}} venivano datati ricorrendo ad un indice temporale {\displaystyle k=1,2,\dots ,T}, {\displaystyle y_{jk}}. Il prezzo di lungo periodo rappresentava dunque un costo opportunità e nel caso di sviluppo economico includeva un tasso di profitto {\displaystyle \beta -1} approssimativamente uguale al tasso di sviluppo {\displaystyle \alpha -1}; dalla relazione di ricorrenza {\displaystyle \beta ^{k-1}\cdot y_{jk}\cdot B^{t}=\beta ^{k}\cdot y_{jk}\cdot A^{t}} per {\displaystyle k=1,2,\dots ,T} si può osservare {\displaystyle y_{jk+1}=\beta ^{k}\cdot y_{jk}} con {\displaystyle \alpha \approx \beta }. 
Nella pianificazione a lungo termine alla Kantorovich la disponibilità delle risorse e la matrice tecnologica {\displaystyle (A,B)} non vennero più considerate fisse, ma potevano variare nel tempo come conseguenza di una crescita delle risorse stesse e come conseguenza di un progresso tecnologico che poteva avvenire sia per via esogena che endogena. Il progresso tecnologico esogeno, che si verificava indipendentemente dalle decisioni prese e dal livello di produzione corrente, veniva simulato ad esempio moltiplicando il processo interessato {\displaystyle P_{i}} da una funzione esponenziale del tempo {\displaystyle c^{k}} con {\displaystyle c>1} tale che {\displaystyle P_{ik}(\mathbf {a} _{j})=c^{k}\cdot P_{i}(\mathbf {a} _{j})}.